# Manuscrito de Gotinga

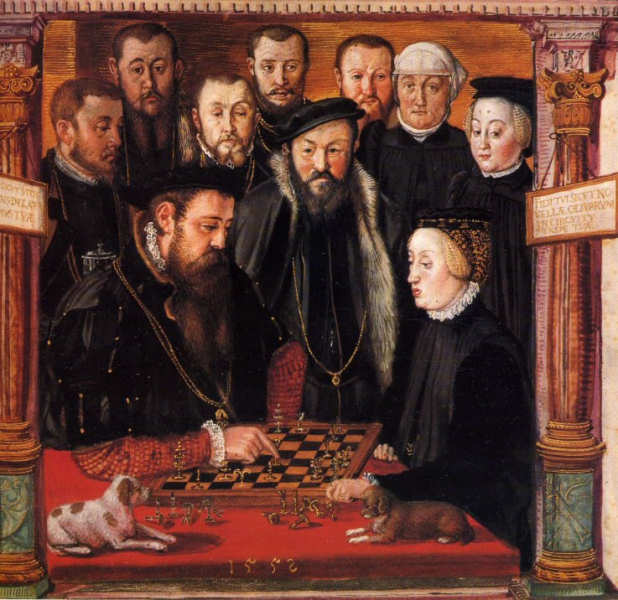
El duque Albrecht V. de Baviera y su esposa Anna de Austria jugando al ajedrez.

El manuscrito de Gotinga es una de las obras más antiguas dedicada al ajedrez moderno que se conocen. Es un texto en latín con una extensión de 33 hojas que se conserva en la Universidad de Gotinga. De las 33 hojas del pergamino las hojas (ff.) 1–15.ª tratan doce aperturas de ajedrez, f. 16 está en blanco, y las ff. 17–31b son una selección de treinta problemas de ajedrez, uno por cada página con un diagrama y su solución. La autoría y la fecha exacta del manuscrito se desconocen. El parecido con Repetición de amores y arte de ajedres con 150 juegos de partido de Lucena ha conducido a algunos estudiosos a plantear que fue escrito por Lucena o que fue una de las fuentes que Lucena utilizó. Aunque en general se cree que el manuscrito es más antiguo que la obra de Lucena, esto no se ha podido demostrar. Murray señala que el manuscrito parece más avanzado que el trabajo de Lucena con el que se lo compara, ya que trata solamente de ajedrez moderno y no hace ninguna mención de las reglas antiguas. Arte de Axedres describe las diferencias entre las reglas antiguas y las nuevas e incluye problemas en los que se utilizan las reglas antiguas, convirtiéndose en una obra que refleja el período de transición hacia el ajedrez moderno. Ambas obras tienen material en común, aunque puede que se concibieran utilizando material incluso anterior. Un manuscrito posterior, del siglo XVI repite las aperturas del manuscrito de Gotinga de modo un poco más modernizado y se las atribuye a Lucena. Si esto es correcto, sugiere la posibilidad de que el manuscrito de Gotinga fuera un trabajo más maduro y tardío de Lucena.</ref> Se ha situado el manuscrito en diferentes fechas 1500–1505 o 1471 El Dr. Fritz Clemens Görschen (1911–1981) escribió en Schach Echo (1975) que Alfonso V de Portugal poseía el manuscrito en su viaje a Francia en el invierno de 1474–5 y que había sido escrito en 1471, aunque Eales, lo considera una conjetura.
El manuscrito se dedica solamente al ajedrez moderno, utilizando las reglas modernas para el movimiento de los peones, alfil y dama, (aunque el enroque no había tomado aún su forma actual), y no se menciona la forma antigua. No se explican las reglas, por lo que el manuscrito se debe de haber escrito en un momento y lugar en el que las nuevas reglas ya estaban establecidas, o bien se dirigía a un jugador que ya las conocía. No se nombra al destinatario del manuscrito, pero es evidente que se trataba de un noble de alta alcurnia. Algunos rasgos del manuscrito sugieren que el origen del autor sea España o Portugal y que fue copiado en algún momento en Francia, aunque tampoco esto es seguro F.C. Görschen descubrió que el estilo y la sintaxis del texto latino indicaban que el autor era un hablante de español o portugués. Entre los datos que sugieren que el manuscrito fue copiado en Francia o que el autor era francés destacan las siguientes: (1) Al principio del manuscrito se llama al alfil stultus en lugar del más común alphinus. (En francés, el alfil es el fou.) (2) Los nombres utilizados en los diagramas son R (roy), D (dame), Fo (fol), Ch (chevalier), Ro (roc), and P (Pion). (3) En el manuscrito aparece una especie de salto del rey (el predecesor del enroque) que se asocia con el ajedrez francés y español.

## Aperturas
La atención que el manuscrito presta a las aperturas refleja la importancia del estudio de la primera parte del juego causada por el cambio de las reglas. El juego antiguo se desarrollaba más despacio, y a menudo la victoria correspondía al bando que capturaba todas las piezas enemigas, dejando al contrario tan sólo con el rey. El ajedrez moderno se desarrollaba mucho más rápidamente, gracias a la posibilidad de que el peón avanzase dos casillas desde su posición inicial, y los poderes reforzados de alfil y dama. El mate pasó a ser la forma más habitual de concluir la partida y el estudio era necesario para desarrollar ataques y defenderse de los mismos. Los escritos ajedrecísticos posteriores siguieron en la línea de destacar el estudio de las aperturas.

## Problemas
Los treinta problemas se encuentran en la obra de Lucena, y todos excepto uno (el número 24) se encuentran en la de Damiano. Muchos de los problemas tienen condiciones especiales, como piezas que no se pueden mover o la exigencia de que el mate sea producido por una jugada de peón o por dos jaques consecutivos de peón (Murray,1913 pp. 794–6). Ejemplos de problemas incluidos en el manuscrito:
|    |       |       |       |    |       |    |       |    |  |
|    | a8    | b8    | c8    | d8 | e8    | f8 | g8    | h8 |  |
| a7 | b7    | c7    | d7    | e7 | f7    | g7 | h7    |    |  |
| a6 | b6    | c6    | d6 kd | e6 | f6    | g6 | h6 pd |    |  |
| a5 | b5 ql | c5    | d5    | e5 | f5 pl | g5 | h5 nl |    |  |
| a4 | b4    | c4 pl | d4    | e4 | f4    | g4 | h4    |    |  |
| a3 | b3 nl | c3    | d3    | e3 | f3    | g3 | h3    |    |  |
| a2 | b2    | c2    | d2    | e2 | f2    | g2 | h2    |    |  |
| a1 | b1    | c1    | d1    | e1 | f1    | g1 | h1    |    |  |
|    |       |       |       |    |       |    |       |    |  |

|       |    |    |       |       |    |       |       |       |  |
|       | a8 | b8 | c8    | d8    | e8 | f8    | g8    | h8 kd |  |
| a7 rl | b7 | c7 | d7    | e7    | f7 | g7    | h7    |       |  |
| a6    | b6 | c6 | d6    | e6    | f6 | g6    | h6    |       |  |
| a5    | b5 | c5 | d5 pl | e5 kl | f5 | g5 pl | h5    |       |  |
| a4    | b4 | c4 | d4    | e4    | f4 | g4    | h4    |       |  |
| a3    | b3 | c3 | d3    | e3    | f3 | g3    | h3 pd |       |  |
| a2    | b2 | c2 | d2    | e2    | f2 | g2    | h2 nl |       |  |
| a1    | b1 | c1 | d1    | e1    | f1 | g1    | h1    |       |  |
|       |    |    |       |       |    |       |       |       |  |

|       |       |       |       |       |    |       |       |    |  |
|       | a8    | b8 nl | c8    | d8    | e8 | f8    | g8    | h8 |  |
| a7    | b7    | c7 rl | d7    | e7    | f7 | g7    | h7    |    |  |
| a6 bd | b6    | c6    | d6    | e6 nl | f6 | g6    | h6    |    |  |
| a5    | b5    | c5    | d5 ql | e5    | f5 | g5    | h5    |    |  |
| a4 kd | b4 pd | c4 pd | d4    | e4    | f4 | g4 bl | h4 rl |    |  |
| a3    | b3    | c3 bl | d3    | e3    | f3 | g3    | h3    |    |  |
| a2 pl | b2 kl | c2    | d2    | e2    | f2 | g2    | h2    |    |  |
| a1    | b1    | c1    | d1    | e1    | f1 | g1    | h1    |    |  |
|       |       |       |       |       |    |       |       |    |  |

|       |       |    |    |       |       |    |    |    |  |
|       | a8 kd | b8 | c8 | d8    | e8    | f8 | g8 | h8 |  |
| a7    | b7    | c7 | d7 | e7 kl | f7 nl | g7 | h7 |    |  |
| a6 pl | b6 pl | c6 | d6 | e6    | f6    | g6 | h6 |    |  |
| a5    | b5    | c5 | d5 | e5    | f5    | g5 | h5 |    |  |
| a4    | b4    | c4 | d4 | e4    | f4    | g4 | h4 |    |  |
| a3    | b3    | c3 | d3 | e3    | f3    | g3 | h3 |    |  |
| a2 pd | b2    | c2 | d2 | e2    | f2    | g2 | h2 |    |  |
| a1 bl | b1    | c1 | d1 | e1    | f1    | g1 | h1 |    |  |
|       |       |    |    |       |       |    |    |    |  |

### Soluciones
N.º 51.Db7 2.Dd5#
N.º 181.Cg4 2.Cf6 3.Ta8+ 4.Tg8 5.g6+ 6.d6#
N.º 201.Ad1+ 2.Dd7+ 3.Dd3 4.axb3+ 5.axc4+ 6.c5#
N.º 241.Rd7 2.Ce5 3.Cc4 4.Ca5 5.Ad4 6.a7+ o b7+ 7.b7# o a7#